# Решетівський Тарас Йосифович
Тара́с Йо́сифович Решеті́вський (нар. 8 березня 1975, Львів — пом. 5 травня 2024, Білий Колодязь, Харківська область) — старший солдат Збройних Сил України, учасник російсько-української війни, який загинув під час російського вторгнення в Україну.
Тарас Решетівський народився 8 березня 1975 року у Львові.
Навчався у середній загальноосвітній школі № 72. Згодом здобув освіту в Ліцеї імені священномученика Климентія Шептицького та Вищому професійному училищі № 75 села Червоне (нині — Державний професійно-технічний навчальний заклад «Червоненське вище професійне училище»).
Після навчання працював на виробництві й у сфері торгівлі, а впродовж останнього часу займався підприємницькою діяльністю.
Став на захист держави від окупантів до 1-го прикордонного загону Державної прикордонної служби України. Виконував завдання на східному напрямку.
Тарас загинув 5 травня 2024 року під час виконання бойового завдання на Харківському напрямку.
У Тараса Решетівського залишилися мама, дружина, двоє дітей та сестра.

## Нагороди
За особисту мужність, виявлену у захисті державного суверенітету та територіальної цілісності України, самовіддане виконання військового обов'язку, відзначений — нагороджений
- орденом «За мужність» III ступеня (30.9.2024)[2]